# Smidtia yichunensis
Smidtia yichunensis là một loài ruồi trong họ Tachinidae.